# Référendum constitutionnel letton de 2012
Le référendum constitutionnel letton de 2012 a lieu le 18 février 2012 en Lettonie afin de soumettre à la population une modification des articles 4, 18, 21, 101 et 104 de la Constitution. Le référendum a pour but de faire du russe la seconde langue officielle et langue de travail du gouvernement. 
La révision de la constitution est rejetée a une large majorité des votants.

## Contexte
Selon le recensement de 2000, le russe est la langue maternelle de 37,5 % des habitants, tout en étant la seconde langue de 43,7 % de ceux-ci. Elle est considérée comme une langue étrangère depuis 2000. Le référendum fait suite à une pétition commencée le 4 mars 2011 et ayant collecté 187 378 signatures, dépassant ainsi le seuil de 10 % des inscrits nécessaires, soit 153 232 signatures. La majorité absolue de l'ensemble des inscrits est nécessaire pour en valider le résultat.

## Résultats
| Choix               | Votants   | Votants | Inscrits | Inscrits |
| Choix               | Voix      | %       | %        | Quorum   |
| ------------------- | --------- | ------- | -------- | -------- |
| Pour                | 273 347   | 24,96   | 17,69    | 50 %     |
| Contre              | 821 722   | 75,04   | 53,19    |          |
|                     |           |         |          |          |
| Votes valides       | 1 095 069 | 99,68   | 70,88    |          |
| Blancs et invalides | 3 524     | 0,32    | 0,23     |          |
| Total des votants   | 1 098 593 | 100,00  | 71,11    |          |
|                     |           |         |          |          |
| Abstentions         | 446 411   |         | 28,89    |          |
| Inscrits            | 1 545 004 | 100,00  |          |          |

## Analyse

Résultat par municipalités

Le taux de participation est de 71,11 % avec 1 098 593 suffrages sur les 1 545 004 membres du corps électoral. 24,96 % des votants ont répondu favorablement à la question posée soit 273 347 personnes et 75,04 % des suffrages se sont opposés à la question posée soit 821 722 personnes. Une controverse s'ensuit du fait de l'abstention d'une partie de la communauté russe qui ne possède pas la nationalité lettone et ne peut ainsi pas voter[réf. nécessaire].